# Tití carablanc
El tití carablanc (Callithrix geoffroyi) és una espècie de primat de la família dels cal·litríquids que viu al Brasil.